# Jennifer Åkerman
Jennifer Johanna Åkerman, född 10 juli 1989 i Oscars församling, Stockholms län, är en svensk fotomodell, låtskrivare och sångerska. Hon är yngre halvsyster till den amerikanska/svenska skådespelerskan Malin Åkerman.

## Biografi
Åkerman växte upp i Stockholm och Skåne. Vid 18 års ålder flyttade Jennifer Åkerman till Los Angeles och gick på college. I USA testade hon på skådespeleriet men upptäcktes som modell och medverkade i tidskrifter och reklamkampanjer för olika varumärken. Modellandet förde henne till New York och allt större modelljobb.
Parallellt med modellandet tog hennes intresse för musiken mer tid och hon började sjunga i bandet Bella Tech. Musiken har sedan dess kommit att spela en allt viktigare roll och numera[när?] ägnar hon en stor del av tiden åt sitt band Bloke & Bird.
Jennifer Åkerman blev känd för den breda allmänheten när hon med dansaren Calle Sterner medverkade i TV4:s Let's Dance 2013. Under 2017 medverkade Åkerman i TV3:s serie Svenska Hollywoodfruar.
Hon har bloggat hos Veckorevyn, Chic och även Metro Mode.

### Privatliv
Jennifer Åkerman pendlar idag mellan Sverige och USA och lämnar varje sommar Hollywood för Falsterbo.
Hösten 2018 förlovade hon sig med skådespelaren Tom Payne. I december 2020 gifte sig paret. De har tre barn tillsammans.